# Омега (кирилиця)
Ѡ, ѡ (омега) — буква старо- і церковнослов'янської кирилиці, інші назви: от, о. Відповідає грецькій букві омега (Ω, ω). В кирилиці має вигляд Ѡ або Ѡ, в старій глаголиці — Ѻ ѻ.

## Старослов'янська мова
У старослов'янській мові омега за звучанням не відрізняється від звичайної літери О; вживання тієї чи іншої з цих букв визначалося естетичними міркуваннями і вільним місцем в рядку (природно, за винятком числового використання букв). Досить рано виробилася традиція писати через омегу поєднання від початку слова, ставлячи при цьому літери одна на одну; так виник знак Ѿ, який досить часто вважають буквою.

## Руські рукописи
У берестяних грамотах та в багатьох інших пам'ятках побутової писемності омега вживається в XI—XIV століттях в основному лише в складі прийменника «отъ» (іноді також сполучника «оть») і скороченим записом під титлом імені Іоанн. Починаючи з XIV століття в берестяних грамотах поширене вживання омеги на початку слова і після голосної (з аналогічною функцією виступає «о широке»), при цьому над омегою може ставитися горизонтальна риска або крапки.

## Юнікод
- Ꙍ: U+0460 [Архівовано 15 листопада 2017 у Wayback Machine.]
- ѡ: U+0461[Архівовано 16 листопада 2017 у Wayback Machine.]